# 天主教澤多卡教區
天主教澤多卡教區（拉丁語：Dioecesis Zedocana），是巴西一個天主教教區，位於馬拉尼昂州西北部，屬馬拉尼昂的聖路易斯總教區。
坎迪杜門迪斯教區成立於1961年10月16日，1983年10月13日升為教區。1991年7月5日易名至今。2010年有教友293,000人，佔總人口91.8%。有十六個堂區、司鐸廿二人。現任教區主教為嘉祿·埃萊納。